# Лобанова Лілія Данилівна

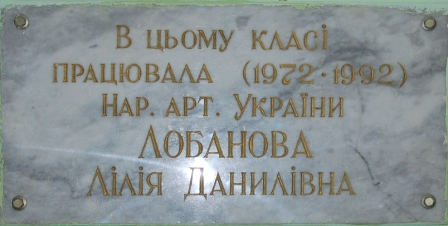
Меморіальна дошка Лілії Лобановій в приміщенні Київської консерваторії.

Лоба́нова Лі́лія Дани́лівна (30 липня 1922, Черкаси — 2 листопада 1992, Київ) — українська співачка (лірико-драматичне сопрано). Народна артистка Української РСР (1954), педагог, доцент Київської консерваторії.

## Життєпис
Закінчила Київську консерваторію (1948; кл. К. Брун-Каміонської), де й працювала 1970—1988 роках викладачем каф. сольного співу. 1948—1970 роках — солістка Київського театру опери та балету ім. Т. Шевченка. Серед учнів — Л. Скоромна. Одна з провід. сопрано Київського оперного театру в 1950–60-х рр. Володіла високою виконав. культурою, гнучким фразуванням, вмілим філіруванням звука й портаменто, орган. поєднанням вокал. й актор. аспектів виконання. Мала виразну сценічну зовнішність. Перша виконавиця низки партій в операх укр. композиторів, зокрема Гелени («Богдан Хмельницький» К. Данькевича), Люби («Зоря над Двиною» Ю. Мейтуса), Милани, Мар'яни, Рєпніної («Милана», «Арсенал», «Тарас Шевченко» Г. Майбороди). Виконувала твори українських та зарубіжних композиторів, українські народні пісні. Гастролювала в Нідерландах, Югославії, Німеччині, Франції (разом із П. Лісіціаном). Записувалася на грамплатівки.

### Основні партії
Дідона («Енеїда» М. Лисенка), Катерина (однойм. опера М. Аркаса), Надія («Аскольдова могила» О. Верстовського), Горислава («Руслан і Людмила» М. Глінки), Ярославна («Князь Ігор» О. Бородіна), Марія, Тетяна, Ліза («Мазепа», «Євгеній Онєгін», «Пікова дама» П. Чайковського), Маша («Дубровський» Е. Направника), Тамара («Демон» А. Рубінштейна), Земфіра («Алеко» С. Рахманінова), Катерина («Катерина Ізмайлова» Д. Шостаковича), Катаріна («Приборкання непокірної» В. Шебаліна), Леонора, Амелія, Аїда («Трубадур», «Бал-маскарад», «Аїда» Дж. Верді), Тоска (однойм. опера Дж. Пуччіні), Сантуцца («Сільська честь» П. Масканьї).

## Вшанування пам'яті
У місті Київ є вулиця Лілії Лобанової.
У місті Черкаси провулок Бородіна перейменують на провулок Лілії Лобанової.

## Медіа
- Л. Лобанова в ролі Аїди, фінальна сцена на YouTube (запис 1952).